# Racing Glaciers
Racing Glaciers est un groupe britannique de rock indépendant et de rock alternatif.
Le groupe, originaire de la ville natale du bluesman John Mayall  et de Ian Curtis du groupe Joy Division, présente la caractéristique, rare pour un groupe de rock, de compter un trompettiste en ses rangs.
Bénéficiant à ses débuts du soutien des animateurs des radios musicales de la BBC, au nombre desquels Tom Robinson (ancien musicien new wave et membre fondateur du Tom Robinson Band), le groupe joue ensuite la carte des réseaux sociaux et auto-produit ses deux premiers opus.

## Historique

### Les débuts (2012-2013)
Ce groupe de rock indépendant (indie rock),,,,,, et de rock alternatif, est formé le 1er septembre 2012 par Tim Monaghan, Danny Thorpe, Matt Scheepers, Simon Millest et Matt Welch à Macclesfield, une petite ville du Nord-Ouest de l'Angleterre située à environ 40 miles au sud de Manchester dans le sud du comté de Cheshire,,,,,,,, où sont nés le bluesman John Mayall et Ian Curtis, chanteur du groupe Joy Division.
À l'automne 2012, le groupe soumet un morceau à la chaîne de radio BBC Radio 1 via le BBC Introducing Uploader,. Leur titre South est pris en considération par l'équipe de l'émission BBC Introducing from Stoke et est diffusé sur les ondes de la BBC le 5 octobre 2012.
L'équipe de BBC Introducing from Stoke continue ensuite de soutenir le groupe et porte sa production à l'attention du public britannique par l'intermédiaire des animateurs de la chaîne de radio BBC Radio 6 Music, comme Tom Robinson (ancien musicien new wave et membre fondateur du Tom Robinson Band), Annie Mac, Huw Stephens, Greg James, Fearne Cotton et Steve Lamacq.
Le groupe, qui combine des mélodies pop, des lignes de basse puissantes et des influences post-rock, réalise son premier extended play Racing Glaciers en seulement cinq jours en septembre 2012,,. Ce premier EP, tout comme le second, est auto-produit par le groupe et ne sort pas sur un label discographique,. Ce premier EP atteint la première position du classement Bandcamp Alternative Chart.
En novembre 2013, Racing Glaciers assure la première partie du groupe irlandais Kodaline dans le cadre intimiste d'une petite salle de Pigalle à Paris : Le Divan Du Monde.

### L'envol (2014-2015)
En 2014, le groupe se produit au BBC Radio 1's Big Weekend Glasgow 2014, aux Étoiles de Paris, au Liverpool Sound City, au festival The Great Escape, à la Secret Garden Party, au London Calling à Amsterdam, à la Berlin Music Week, au Y Not Festival, au festival Wakestock and Beacons,. Il effectue cette année-là de grandes tournées à travers le Royaume-Uni, assurant la première partie du chanteur de rock indépendant Dan Croll, ainsi qu'une énorme tournée de 35 concerts comme tête d'affiche à travers le Royaume-Uni, une tournée qui l'emmène entre autres à Londres et à Portsmouth,.
Le groupe sort son second EP Ahead Of You Forever le 2 février 2014  et le troisième Don't Wait For Me le 19 août 2014 sur le label Killing Moon Records,. 
Il assure sa présence sur les médias sociaux et veille à ce que sa musique soit facile à trouver sur SoundCloud, BandCamp et YouTube.
En novembre 2014, le titre Animal se classe dans le hit parade Indie des Pays-Bas. 
La même année, Racing Glaciers participe avec le titre First Light à la bande originale du film Transformers : L'Âge de l'extinction , aux côtés notamment d'Imagine Dragons, avant de participer à celle du film Welcome Back (titre original : Aloha) en 2015,,,. Il participe également à  la bande-son de la série télévisée américaine Suits : Avocats sur mesure, avec son titre Carry It On qui est repris à la fin de l'épisode Mea Culpa (épisode 8 de la saison 5, 2015-2016),.
En 2015, une tournée les emmène à Edimbourg, Newcastle, Manchester, Brighton Londres.
À la fin de l'année 2015, le groupe s'enferme pendant dix semaines dans le Lancashire pour enregistrer son premier album Caught in the Strange, mixé par  Donald Clark, qui sort le 5 août 2016 sur le label Killing Moon Records,,.
En 2017, le groupe donne un concert à la salle Soup Kitchen de Manchester.
Le 24 mai 2019, le chanteur Tim Monaghan et le guitariste Danny Thorpe sortent sous le nom de Magick Sponge un album intitulé K..

## Accueil critique

### Au Royaume-Uni
Rob Adcock, animateur de la chaîne de radio BBC Radio 1, déclare au sujet de Racing Glaciers : « Un moment particulièrement surréaliste a été de voir leur nom dans le générique du film Transformers lors d'un vol pour mes vacances l'année dernière. Je n'ai pas peur de dire que je me suis enflammé de fierté » et « Leur titre Moths est l'une des meilleures chansons que j'aie jamais entendues ». Pour le site The Sound of Confusion, ce morceau Moths « véhicule un son indie-rock progressif à la rencontre du folk » et est « un titre délicat, férocement climatique et expérimental qui vous entraînera à un point tel que vous ne pourrez vous empêcher d'appuyer sur le bouton répéter encore et encore... et encore... ». Et pour Aussiemoose du site Sparklyprettybriiiight, ce titre montre  « la capacité de Racing Glaciers d’écrire des chansons d'une telle pureté et d'une telle beauté qui leur vaudront probablement une légion de fans qui, s'ils ont un peu de bon sens, écouteront la musique du groupe loin de la foule en délire, au bord d'une rivière, en pleine nuit ».
Le site Music Musings and Such estime que « peu de groupes ont réalisé autant (en peu de temps) que Racing Glaciers. Il suffit de regarder leur biographie et vous pouvez dire à quel point leur musique résonne ». Il souligne que « leur musique redéfinit le rock alternatif » et qu'elle « est formidable et fraîche, parmi les plus originales et les plus urgentes que j'ai entendues depuis longtemps », avant de conclure : « Vous ne pouvez pas vous tromper en consacrant du temps à Racing Glaciers ».
Robin Murray, du site Clash Music, considère Racing Glaciers comme « épique » et voit dans leur musique une « réminiscence d'Arcade Fire, mais sans la démesure ».
Pour le site Indie Is Not A Genre, « avec un large éventail d'influences allant de Bowie à Radiohead et Arcade Fire, Racing Glaciers crée un son qui leur est vraiment propre et est loin d'être un groupe de radio rock moyen ».
Cazzy Lewchuk, du site Permanent Rain Press, affirme que « leur son rappelle des groupes comme Freelance Whales ou Sigur Rós : des éléments folk, pop, rock progressif et indie entrent tous en ligne de compte dans leur musique ».

### En France
Les blogs français ne sont pas en reste. 
Ainsi, pour le site français Soundofbrit « Racing Glaciers incarne la subtilité musicale » et « Caught In The Strange est un album abouti et laisse supposer de belles choses à venir ».
Pour Clémentine Hans, sur Efflorescence culturelle, « le quintet nous propose un rock purement anglais, nuancé par des sonorités électroniques et parsemé d’une trompette puissante, venant sublimer l’instrumentale des chansons. Malgré la jeunesse de la formation, on ressent un véritable travail dans la composition des mélodies et une envie, très appréciable, de partager avec les auditeurs. L’énergie transmise par les basses et les guitares déchaînées ne vient jamais dénaturer la belle voix de Tim Monaghan ». Elle utilise la même image que le site The Sound of Confusion en mettant en avant le titre Animal « dont l'introduction au piano vous donnera inlassablement l'envie d'appuyer sur le bouton « repeat » ».
Le journaliste musical Guillaume Barrot souligne que le groupe de Macclesfield « n'est pas un combo indie comme les autres car ses chansons sont pour la plupart très personnelles et mettent à contributions des cuivres tels que la trompette. Loin de ses homologues, Racing Glaciers produit des balades aériennes et enivrantes qui ne sont pas sans rappeler Bloc Party ».

### Aux Pays-Bas
Aux Pays-Bas, le groupe bénéficie du soutien de Pinguin Radio.
Pour le site Globsmag « Racing Glaciers propose une alternative à la Britpop, du plus excitant au plus atmosphérique. Les fans de Kodaline et de Coldplay sont donc à la bonne adresse ».
Le blog Effenaar décrit la musique du groupe « comme une musique de guitare émotionnelle et dynamique, avec un soupçon de prog rock à l'ancienne. Des chansons avec une composition excitante, de belles lignes de guitare, une bonne ambiance et un grand climax ». Pour lui « les chansons de ces Britanniques conviendront aux fans de Coldplay, Kodaline, Dan Croll, Glass Animals et Alt-J ».

## Membres
- Tim Monaghan : chant, batterie, guitare, claviers[12],[35],[25],[2]

- Danny Thorpe : guitare, guitare basse, percussions, chant additionnel[12],[35],[25],[2]

- Matt Scheepers : trompette, guitare basse, claviers (Microkorg), chant additionnel[12],[35],[36],[25],[2]

- Simon Millest : guitariste principal[35],[36],[37],[25],[2]

- Matt Welch : batterie[35],[37],[36],[25],[2]

## Discographie
EPs
- 2012 : Racing Glaciers[19]

1. Intro - 0:47
2. South - 3:07
3. Summit - 4:47
4. Talking About Space - 4:23
5. Morning - 3:35
6. Little River - 3:75

- 2014 : Ahead Of You Forever[20]

1. Ahead Of You Forever  - 1:44
2. New Country - 3:30
3. Moths - 4.08
4. One Day We Will Lose Everything - 4.88
5. The Falls - 4.12
6. Wake - 5.80

- 2014 : Don't Wait For Me[9]

1. Animal - 3:29
2. Don't Wait For Me - 3:22
3. First Light - 4.03
4. Carry It On - 5.48

Albums
- 2016 : Caught in the Strange[32],[38]

1. High Love -  4:48
2. Seems Like a Good Time -  3:35
3. Nag Champa -  1:19
4. Caught in the Strange -  3:25
5. Sertraline -  4:24
6. Naked We Rise - 4:16
7. Carry It On -  4:58
8. Patient Man -  4:56
9. Hey Man, What's the Rush? -  2:57
10. Samadhi (So Far Away) -  5:10
11. Young & Unsure -  6:37

Singles
- Moths (2014)
- First Light (2014)
- V H S (2014)
- What I Saw (2015)
- Seems Like a Good Time (2015)